# گابریل گوارا
گابریل گوارا (انگلیسی: Gabriel Guevara؛ زادهٔ ۶ فوریهٔ ۲۰۰۱) بازیگر، مدلینگ اهل اسپانیا است.
از فیلم‌ها یا برنامه‌های تلویزیونی که وی در آن نقش داشته‌است می‌توان به چارتر و اشتباه من و اشاره کرد.

## زندگی شخصی
گابریل در مادرید، اسپانیا توسط مادرش مارلن مورو مدل، بازیگر و مجری تلویزیونی فرانسوی و پدرش میشل گوارا، رقصنده کوبایی متولد و بزرگ شد. او به سه زبان اسپانیایی، فرانسوی و انگلیسی مسلط است. مانند والدینش، او در سنین پایین به سمت فعالیت‌های هنری کشیده شد و در کمپین‌های تبلیغاتی و نقش‌های کوچک بازیگری به‌عنوان نقش اضافی شرکت کرد و همچنین تحت آموزش رسمی رقص قرار گرفت.
او از Instituto Lope de Vega با مدرک لیسانس هنرهای نمایشی در سال ۲۰۱۸ فارغ التحصیل شد.